# NGC 1907
NGC 1907 је расејано звездано јато у сазвежђу Кочијаш које се налази на NGC листи објеката дубоког неба.
Деклинација објекта је + 35° 19' 32" а ректасцензија 5h 28m 4,5s. Привидна величина (магнитуда) објекта NGC 1907 износи 8,2. NGC 1907 је још познат и под ознакама OCL 434.